# Rad trgovina nedjeljom
Rad trgovina nedjeljom odnosi se na mogućnost trgovina, da rade nedjeljom, na dan u tjednu koji se u kršćanstvu prepoznaje kao "dan odmora". Pravila koja se odnose na rad trgovina nedjeljom variraju od države do države, a negdje je i zabranjen rad trgovina nedjeljom (npr. Norveška, Švicarska i dr.)

## Prednosti
Glavni argument trgovaca za rad trgovina nedjeljom je u blagostanju potrošača. Radno vrijeme nedjeljom pruža više vremena za kupovinu. Većina ljudi ima više slobodnoga vremena nedjeljom pa time i više vremena za odlazak u kupovinu. Rad trgovina nedjeljom potiče dodatno zapošljavanje radnika u trgovini te veći promet i zaradu trgovaca. U vrijeme turističke sezone, rad trgovina nedjeljom pomaže povećanju turističke ponude i potrošnje. Ako je u nekoj državi zabranjen rad trgovina nedjeljom, kupci u graničnom području odlaze u kupnju nedjeljom u susjednu državu, ako tamo nije zabranjen rad trgovina nedjeljom.

## Nedostatci
Argumenti u korist neradne nedjelje obično dolaze od sindikata i udruga, Crkve, kao i socijalističkih i demokršćanskih stranaka. Oni se zalažu za zaštitu radnika u trgovini, ranjivih zbog ekonomskih uvjeta i nedostatka sigurnosti radnog mjesta. Radnici imaju potrebu za odmorom i provođenjem vremena u krugu obitelji, pogotovo ako imaju djecu. 
Za vjernike, nedjelja je dan posvećen štovanju Boga, svetkovanju, odlasku na sv. misu, odmoru i rekreaciji. Treća Božja zapovijed glasi: "Spomeni se da svetkuješ dan Gospodnji." Kršćani svetkuju nedjelju suzdržavanjem od poslova, izuzev onih vezanih za obiteljske potrebe i prijeko potrebnih poslova, koji su nužni i nedjeljom. Dio kršćana umjesto nedjelje, slavi subotu pa nastoje, da subotom imaju slobodni dan za bogoslužje i odmor.
Ograničavanjem rada trgovina nedjeljom pomaže se i malim i srednjim trgovcima.  

## U Hrvatskoj
Inzistiranje na neradnoj nedjelji bilo je najvažnije političko-društveno pitanje Katoličke Crkve u Hrvatskoj sredinom 2000.-ih. Na inicijativu biskupa, vlada Ivice Račana zabranila je rad nedjeljom. Odlukom Ustavnog suda taj zakon je ukinut 28. travnja 2004. godine. Vlada Ive Sanadara ponovno je zabranila rad trgovina nedjeljom 15. srpnja 2008. godine, s primjenom od početka 2009. godine. Odlukom Ustavnog suda taj zakon je ponovno ukinut 19. srpnja 2009. godine. Hrvatska biskupska konferencija promijenila je strategiju i umjesto zabrane rada trgovina nedjeljom, zatražila je, da se radnici, ako moraju raditi nedjeljom, za to dvostruko plate. Vlada Andreja Plenkovića uredila je rad trgovina nedjeljom izmjenom i dopunom Zakona o trgovini, koji je stupio na snagu 1. srpnja 2023. godine. Trgovine mogu raditi 16 nedjelja tijekom godine, uz ispunjenje ostalih uvjeta u vezi s fondom radnog vremena.